# 1114
| Calendário gregoriano                                                        | 1114 MCXIV                                            |
| Ab urbe condita                                                              | 1867                                                  |
| Calendário arménio                                                           | 563 – 564                                             |
| Calendário bahá'í                                                            | -730 – -729                                           |
| Calendário budista                                                           | 1658                                                  |
| Calendário chinês                                                            | 3810 – 3811 Início a 8 de fevereiro (aproximadamente) |
| Calendário copta                                                             | 830 – 831                                             |
| Calendário etíope                                                            | 1106 – 1107                                           |
| Calendários hindus - Vikram Samvat - Calendário nacional indiano - Cáli Iuga | 1169 – 1170 1035 – 1036 4214 – 4215                   |
| Calendário Holoceno                                                          | 11114                                                 |
| Calendário islâmico                                                          | 507 – 508                                             |
| Calendário judaico                                                           | 4874 – 4875                                           |
| Calendário persa                                                             | 492 – 493                                             |
| Calendário rúnico                                                            | 1364                                                  |
| Calendário solar tailandês                                                   | 1657                                                  |

1114 (MCXIV, na numeração romana) foi um ano comum do século XII do Calendário Juliano, da Era de Cristo, e a sua letra dominical foi D (53 semanas), teve início a uma quinta-feira e terminou também a uma quinta-feira.
No território que viria a ser o reino de Portugal estava em vigor a Era de César que já contava 1152 anos.
| Ano completo                        |
| ----------------------------------- |
| Ano comum com início à quinta-feira |

## Eventos
- Janeiro - Matilde de Inglaterra casa-se com Henrique V, Imperador do Sacro Império.
- 13 de Agosto - Criação do Senhorio de Góis, por carta de doação de D. Afonso Henriques e sua mãe, a Anião da Estrada.

## Nascimentos
- Bhaskara Akaria - notável matemático indiano, autor de dois livros que ficaram famosos: Lilavati (escrito em homenagem à sua filha) e Vija Ganita.
- Assuaili - santo muçulmano e ulemá (erudito) sufista, autor de livros sobre gramática e direito islâmico; um dos Sete santos de Marraquexe"; m. 1185).